# John Ashley (acteur)
Pour les articles homonymes, voir John Ashley et Ashley.
John Ashley né le 25 décembre 1934 à Kansas City, Missouri et  mort le 3 octobre 1997 à New York est un acteur, chanteur et producteur américain.

## Biographie
Né John Atchley, il est élevé en Oklahoma et fréquente la Will Rogers High School (en) de Tulsa, puis l'université d'État de l'Oklahoma à Stillwater, où il étudie en économie. Alors qu'il est étudiant, Ashley rend visite à un ami en Californie et accompagne ce dernier sur le plateau du film Le Conquérant (1956). Remarqué par John Wayne, ce dernier l'aide pour un rôle dans Men of Annapolis.
Il est surtout connu pour son travail comme acteur pour la compagnie American International Pictures, produisant et jouant dans des films d'horreurs tournés aux Philippines, ainsi que comme producteur de plusieurs émissions de télévision, dont notamment L'Agence tous risques.

## Filmographie
Sauf indication contraire, les informations mentionnées dans cette section peuvent être confirmées par la base de données cinématographiques IMDb,  présente dans la section « Liens externes ».

### Acteur

#### Cinéma
- 1957 : Dragstrip Girl (en) de Edward L. Cahn : Fred Armstrong
- 1957 : Motorcycle Gang (en) de Edward L. Cahn : Nick Rogers
- 1957 : À l'heure zéro (Zero Hour!) de Hall Bartlett : chanteur à la télévision
- 1958 : Suicide Battalion (en) de Edward L. Cahn : Tommy Novello
- 1958 : How to Make a Monster de Herbert L. Strock : John Ashley
- 1958 : Hot Rod Gang (en) de Lew Landers : John Abernathy III
- 1958 : La Fille de Frankenstein (Frankenstein's Daughter) de Richard E. Cunha : Johnny Bruder
- 1960 : High School Caesar (en) de O'Dale Ireland : Matt Stevens
- 1963 : Le Plus Sauvage d'entre tous (Hud) de Martin Ritt : Hermy
- 1963 : Beach Party de William Asher : Ken
- 1964 : Muscle Beach Party de William Asher : Johnny
- 1964 : Bikini Beach de William Asher : Johnny
- 1965 : Beach Blanket Bingo de William Asher : Steve Gordon
- 1965 : Young Dillinger (en) de Terry O. Morse : 'Baby Face' Nelson
- 1965 : How to Stuff a Wild Bikini de William Asher : Johnny
- 1965 : Deux Cinglés à l'armée (Sergeant Dead Head) de Norman Taurog : aviateur Filroy
- 1967 : Hell on Wheels (en) de Will Zens (en) : Del Robbins
- 1968 : Brides of Blood (en) de Eddie Romero et Gerardo de León : Jim Farrell
- 1968 : Manila, Open City (en) de Eddie Romero : Morgan
- 1968 : Le Médecin dément de l'île de sang de Gerardo de León et Eddie Romero : Dr Bill Foster
- 1970 : Beast of Blood (en) de Eddie Romero : Dr Bill Foster
- 1971 : Beast of the Yellow Night (en) de Eddie Romero : Joseph Langdon / Philip Rogers
- 1972 : The Twilight People (en) de Eddie Romero : Matt Farrell
- 1972 : The Woman Hunt (en) de Eddie Romero : Tony
- 1973 : Beyond Atlantis (en) de Eddie Romero : Logan
- 1974 : Savage Sisters de Eddie Romero : W. P. Billingsley
- 1974 : Black Mamba (en) de George Rowe : Dr Paul Morgan
- 1975 : Smoke in the Wind (en) de Joseph Kane et Andy Brennan (non crédité) : Whipple Mondier
- 1977 : Sudden Death (en) de Eddie Romero : John Shaw

#### Télévision
- 1957 : Men of Annapolis : Tony Bellor / Joe (saison 1, épisode 7 et 12)
- 1958 : Jefferson Drum (en) : Tim Keough (saison 1, épisode 1)
- 1959 : Frontier Doctor (en) : Bob Graham (saison 1, épisode 34)
- 1959 : The Deputy : cavalier Nelson (saison 1, épisode 2)
- 1960 : The Millionaire (en) : Ken Clarkson (saison 6, épisode 28)
- 1961 : Les Aventuriers du Far West (Death Valley Days) : Sandy (saison 10, épisode 2)
- 1961-1962 : Straightaway (en) : Clipper Hamilton (26 épisodes)
- 1960 et 1963 : La Grande Caravane (Wagon Train) : Bill Collier / Michelangelo Fratelli (saison 3, épisode 28 et saison 6, épisode 16)
- 1963 : Petticoat Junction (en) : Fred (saison 1, épisode 1)
- 1964 : Le Jeune Docteur Kildare (Dr Kildare) : Mitch (saison 3, épisode 30)
- 1966 : Les Mystères de l'Ouest (The Wild Wild West) : Lieutenant Keighley (saison 2, épisode 9)
- 1967 : The Eye Creatures (en) de Larry Buchanan : Stan Kenyon
- 1963-1967 : The Beverly Hillbillies : Bob Billington  / Mike Wilcox / Troy Apollo (3 épisodes)
- 1983 : Le Juge et le Pilote (Hardcastle and McCormick) : le narrateur (saison 1, épisode 6)
- 1983-1986 : L'Agence tous risques (The A-Team) : annonceur / présentateur radio / narrateur (84 épisodes)

### Producteur

#### Cinéma
- 1971 : Beast of the Yellow Night (en) de Eddie Romero
- 1971 : The Big Doll House de Jack Hill
- 1972 : The Twilight People (en) de Eddie Romero
- 1972 : The Woman Hunt (en) de Eddie Romero
- 1973 : Black Mama, White Mama de Eddie Romero
- 1973 : Beyond Atlantis (en) de Eddie Romero
- 1974 : Savage Sisters (en) de Eddie Romero
- 1974 : Black Mamba (en) de George Rowe
- 1977 : Sudden Death (en) de Eddie Romero
- 1979 : Apocalypse Now de Francis Ford Coppola
- 1998 : Scar City (en) de Ken Sanzel

#### Télévision
- 1980 : Coach of the Year (en) de Don Medford
- 1982 : Will: G. Gordon Liddy (en) de Robert Lieberman
- 1982 : The Quest (9 épisodes)
- 1983-1987 : L'Agence tous risques (The A-Team) (97 épisodes)
- 1988 : Le Monstre évadé de l'espace (Something Is Out There) (mini-série)
- 1990 : Dark Avenger de Guy Magar
- 1992-1993 : Raven (6 épisodes)
- 1993 : Voyage au centre de la Terre (Journey to the Center of the Earth) de William Dear
- 1993-1994 : Walker, Texas Ranger (23 épisodes)
- 1995 : Marker (1 épisode)
- 1997 : Lawless (épisode pilote)

### Interprète
- 1958: How to Make a Monster : You've Got to Have Ee-Ooo (non crédité)
- 1958 : Hot Rod Gang (en) : Hit and Run Lover / Believe Me / Annie Laurie (non crédité)
- 1965 : How to Stuff a Wild Bikini : How to Stuff a Wild Bikini / That's What I Call a Healthy Girl